# Al-Andalus
Al-Andalus (الأندلس) – arabska nazwa Półwyspu Iberyjskiego, nadana przez jego muzułmańskich zdobywców. Odnosi się ona zarówno do Emiratu (ok. 750–929), jak i do Kalifatu Kordoby (929–1031), a w szczególności do królestw (taif); może być używana również do ogólnego określenia terytoriów pod rządami muzułmanów (711–1492). Podczas powolnego procesu Rekonkwisty, ziemie iberyjskie były stopniowo ponownie zdobywane przez chrześcijan zajmujących północne enklawy, a nazwa „al-Andalus” zaczęła odnosić się tylko do zdominowanych przez islam ziem na południu.

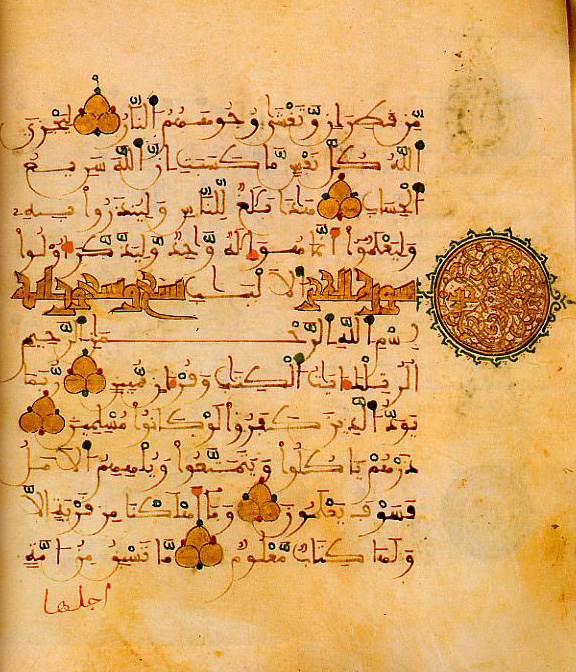
Strona manuskryptu z Al-Andalusu, XII wiek

## Historia
W 711 r. muzułmańska armia Maurów z północnej Afryki najechała chrześcijańskich Wizygotów z Hiszpanii. Ich dowódca, Tariq ibn Ziyad, podbił większość Hiszpanii w trakcie swojej ośmioletniej kampanii wojskowej. Wojska przekroczyły również Pireneje, ale zostały pokonane przez Franków dowodzonych przez Karola Młota podczas bitwy pod Poitiers w 732. Półwysep Iberyjski, z wyjątkiem niewielkich terenów na północnym zachodzie oraz baskijskich rejonów pirenejskich, stał się częścią rozwijającego się Imperium Umajjadów nazywaną al-Andalus. W Muzeum Archeologii w Madrycie znajduje się dinar wytworzony pięć lat po podboju (716), posiada dwa napisy – arabskie Al-Andalus na jednej stronie i łacińskie Span(ica) na drugiej. Jest to prawdopodobnie najwcześniejsze świadectwo podbojów Maurów.
Kiedy Imperium Umajjadów zostało zastąpione przez Imperium Abbasydów w 750 r., lenna muzułmańskie zjednoczyły się w niezależny emirat Kordowy (Emirat Kordoby), rządzący Al-Andalus i częściami północno-zachodniej Afryki; dokonał tego Abd ar-Rahman I z rodu Umajjadów. W 929 r. emir Abd ar-Rahman III ogłosił się kalifem (występując jawnie przeciwko kalifowi Abbasydów z Damaszku), podnosząc emirat do znacznie bardziej prestiżowego statusu kalifatu (Kalifat Kordoby).

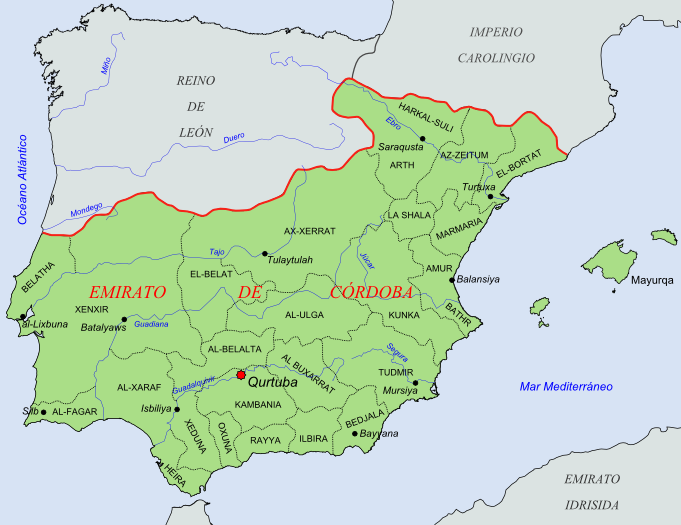
Emirat Kordoby (rok 929)

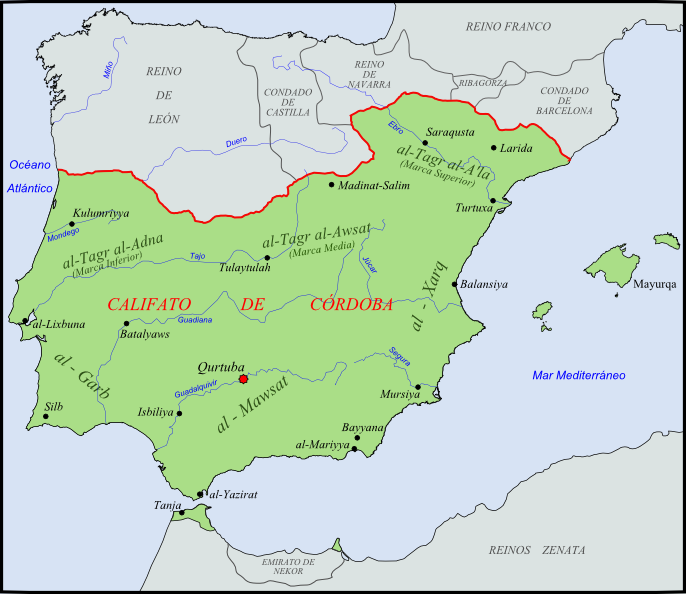
Kalifat Kordoby (rok 1000)

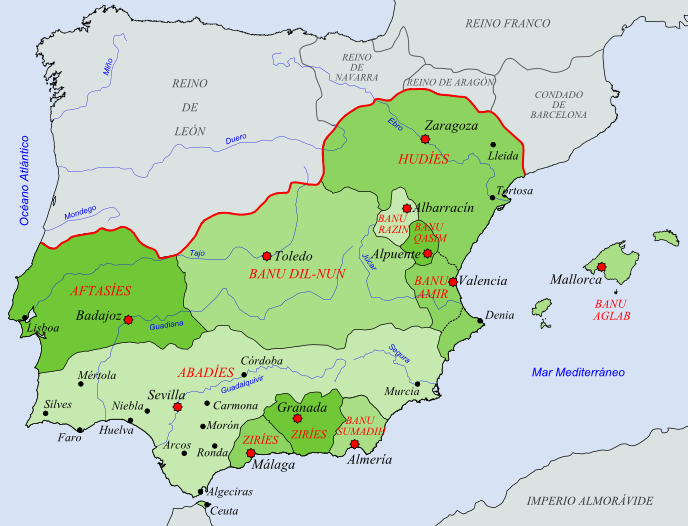
Państwa islamskie (taifas) na Półwyspie Iberyjskim (rok 1080)

Okres emiratu i kalifatu jest powszechnie znany z akceptowania i tolerowania się nawzajem chrześcijan, muzułmanów i żydów, żyjących na tych samych terenach. Pogląd ten jest jednak krytykowany przez część historyków, którzy twierdzą, że w rzeczywistości taki stan rzeczy utrzymywał się tylko okresowo i ograniczał się do kręgów dworskich i elit intelektualnych. Popularność tego rodzaju poglądów jest tłumaczona tym że ludzie szukają w historii tego za czym sami tęsknią, co w dzisiejszych, wielokulturowych społeczeństwach zachodu nie jest niczym dziwnym. W kulturze muzułmańskiej zaś Al-Andalus jest do dzisiaj w dużym stopniu nostalgicznym symbolem złotej ery islamu.
Po rozpadzie kalifatu w 1031 r. kraj zmienił się na dziesiątki małych, niepodległych muzułmańskich państw, nazywanych taifami (ar. taifa – „ugrupowanie, odłam”). Kraje chrześcijańskie położone na północy i zachodzie powiększały swe władztwa terytorialne na Półwyspie, były to: Asturia, Nawarra, León, Galicja i Katalonia (Asturia miała swój początek tuż po arabskim podboju większej części Półwyspu, zaś Katalonia była frankońskim, pokarolińskim lennem, wykształconym z Hrabstwa Barcelony i Marchii Hiszpańskiej; królestwa Aragonii i Kastylii uformowały się w krótkim czasie po rozpadzie kalifatu). Rozpad kalifatu przyspieszył postępy rekonkwisty.
Kurczące się terytoria muzułmańskie zostały zjednoczone przez berberyjskie dynastie: Almorawidów – od 1086 do 1145 r. – a następnie, od 1146 r. – Almohadów. W 1212 r. koalicja chrześcijan pod przywództwem Alfonsa VIII z Kastylii zadała klęskę almohadzkiej armii pod Las Navas de Tolosa. Do połowy XIII w. muzułmanie zostali wyparci ze środkowej Hiszpanii; pod ich rządami pozostała jedynie taifa Granady, która przetrwała jeszcze trzy następne wieki. 2 stycznia 1492 r. Boabdil z Granady, wódz emiratu Granady (ar. Gharnata) ostatniej twierdzy islamu na Półwyspie Iberyjskim, poddał się armiom katolickiej Hiszpanii, świeżo zjednoczonej po ślubie Izabeli I Kastylijskiej i Ferdynanda II Aragońskiego. Al-Andalus przestała istnieć jako byt polityczny, przetrwała jednakże w literaturze arabskiej, zaś jej legenda trwa do dziś w kulturze arabsko-muzułmańskiej.

## Następstwa
W 1502 rozszerzenie aktu kapitulacyjnego gwarantujące muzułmanom nietykalność zostało uchylone i pozostali Maurowie zostali zmuszeni do opuszczenia Hiszpanii lub przyjęcia religii chrześcijańskiej jako moryskowie. Stanowili oni znaczną część społeczeństwa w niektórych stronach kraju, takich jak Aragonia, Walencja i Andaluzja, aż do czasu, kiedy zostali ostatecznie wypędzeni pomiędzy 1609 i 1614. Henryk Lapeyre ocenił, że dotyczyło to ponad trzystu tysięcy mieszkańców z ośmiu milionów mieszkających wówczas w Hiszpanii.
Dominacja Maurów na Półwyspie wpłynęła na wiele aspektów związanych z językiem, sztuką i kulturą, szczególnie w jego południowej części. Przykładami mogą być arabskie lub arabsko-podobne słowa w języku hiszpańskim oraz zabytki architektoniczne jak Alhambra w Granadzie czy też meczet w Kordobie.
Dzisiejsza nazwa Andaluzji (hiszp. Andalucía) pochodzi od Al-Andalus, jako że ta południowa prowincja była jedną z ostatnich krain Maurów w Hiszpanii.

## Etymologia
Zazwyczaj uznaje się, że słowo to pochodzi od Wandalów, germańskiego plemienia osiadłego w południowej Iberii i północnej Afryce, jednak uczeni nie mogą znaleźć porozumienia. Istnieją trzy teorie sugerujące etymologię „Al-Andalus”.
Vandalícia – Reinhardt Dozy (1820–1883), holenderski autor znanej Historii Muzułmańskiej Hiszpanii (wydanej w czterech tomach w 1984 r.) przedstawił teorię, według której „Al-Andalus” jest arabskim tłumaczeniem Vandalicia lub Vandalucia, twierdząc tym samym, że te tereny mogły otrzymać tę nazwę nie w Iberii, ale wśród Arabów z Maghrebu.
Atlantida – Hiszpański filolog Joaquin Vallve Bermejo w swojej książce Terytorialny Podział Muzułmańskiej Hiszpanii (CSIC, 1986) zasugerował, że „Al-Andalus” jest bezpośrednim tłumaczeniem „Atlantydy” (Atlantis) lub „wyspy Atlantyku”.
Landahlauts – H. Halm, niemiecki badacz i historyk, zarzucił wszelkie powiązania z Wandalami. Twierdzi natomiast, że „Al-Andalus” jest tłumaczeniem wizygockiej nazwy na rzymską prowincję Baetica. Wizygoci, zgodnie ze zwyczajem swoich germańskich przodków, przydzielali podbite ziemie ciągnąc losy, a gockie słowo Landahlauts (losowana ziemia) dla arabskiego ucha brzmi jak Al-Andalus.